# 厚毛节肢蕨
厚毛节肢蕨（学名：Arthromeris tomentosa）为水龙骨科节肢蕨属下的一个种。

## 扩展阅读
- 維基物種上的相關：厚毛节肢蕨